# Johnny Ramone
John William Cummings (Queens, Nueva York, 8 de octubre de 1948-Los Ángeles, California, 15 de septiembre de 2004), más conocido por su nombre artístico Johnny Ramone, fue un músico estadounidense, popular por haber sido el guitarrista de la banda de punk Ramones. Es uno de los dos miembros originales (junto a Joey Ramone) que permaneció en la agrupación desde 1974 hasta su concierto final en 1996.
Hijo único de Estelle y Frank Cummings, pasó su infancia en Westbury y su adolescencia en Stewart Manor, donde desarrolló un gusto por el rock and roll de artistas y grupos como Elvis Presley, The Everly Brothers, Little Richard, Ricky Nelson y Jerry Lee Lewis. A mediados de la década de 1960 se mudó con sus padres al barrio Forest Hills, en el que formó la agrupación Ramones junto con Thomas Erdélyi, Douglas Colvin y Jeffrey Hyman. Durante los veintidós años de existencia de la banda, participó en la grabación de cada álbum publicado y brindó más de dos mil presentaciones en directo. Discos como Ramones (1976), Rocket to Russia (1977) y Road to Ruin (1978) lograron la aprobación de la crítica y son considerados piezas fundamentales en la consolidación del punk.
Su relación con algunos de sus compañeros de banda se deterioró con el paso de los años, especialmente con el cantante Joey Ramone, con quien difería ideológicamente. La situación empeoró cuando Johnny se casó con Linda Marie Daniele, exnovia del vocalista, aunque ambos músicos decidieron continuar en la agrupación hasta su disolución. Aunque no destacó en gran medida como compositor, el guitarrista es considerado una pieza clave en la continuidad del grupo por su liderazgo y visión de los negocios.
Al finalizar su etapa con Ramones en 1996 decidió retirarse de los escenarios, aunque continuó ligado con algunos proyectos de la banda como productor o compilador de álbumes de éxitos y discos tributo. Participó en la grabación de dos canciones para el álbum Swing Cats: Special Tribute to Elvis, publicado en el año 2000, e intentó sin éxito iniciar una carrera como director de cine. En 2001 registró una pequeña aparición como actor en el filme de ciencia ficción Náufragos, de la cineasta española María Lidón.
En 1997 empezó a sentir síntomas relacionados con el cáncer de próstata, enfermedad con la que luchó durante seis años hasta su fallecimiento, el 15 de septiembre de 2004. Desde entonces, sus allegados se han encargado de organizar un evento anual en el cementerio Hollywood Forever de Los Ángeles, donde fue erigida una estatua en su honor. Personalidades como Eddie Vedder, John Frusciante, Nicolas Cage, Lisa Marie Presley, Henry Rollins y Rob Zombie han participado de los homenajes.
Considerado uno de los mejores guitarristas de la historia por medios como Rolling Stone, Total Guitar, Time, Alternative Press, Loudwire y Far Out, Johnny es uno de los pioneros de la técnica conocida como downpicking, la cual desarrolló a partir de canciones como «Communication Breakdown» de Led Zeppelin y «Paranoid» de Black Sabbath. Músicos como James Hetfield, Kirk Hammett, Bill Kelliher, Duff McKagan, Scott Ian y Paul Gilbert lo han mencionado como una de sus principales influencias.

## Primeros años
John William Cummings nació en el distrito metropolitano de Queens, Nueva York, el 8 de octubre de 1948, hijo único de Frank Cummings, un obrero de construcción de ascendencia irlandesa, y de Estelle, una ama de casa con raíces ucranianas y polacas. Tras pasar parte de su infancia en la villa de Westbury, en 1956 se mudó con su familia a Stewart Manor, donde vivió durante unos cinco años. Jugó al béisbol en la posición de lanzador en la liga infantil de la ciudad, y apareció en varios artículos del periódico Stewart Manor Mail como uno de los jugadores más destacados del torneo.
Sus padres administraban allí una taberna con una gramola, en la que escuchaba constantemente discos de artistas de rock and roll. En su autobiografía de 2013 Commando, mencionó que era «fantástico que la familia tuviera el bar», pues cuando regresaba del colegio se quedaba por horas «escuchando potentes canciones en aquella gramola llena de sonidos insospechados». También manifestó que la presentación de Elvis Presley el 9 de septiembre de 1956 en The Ed Sullivan Show ayudó a reafirmar su gusto este tipo de música: «A partir de entonces me convertí en admirador de Elvis y en fan del rock and roll para siempre; durante los meses siguientes escuché a Ricky Nelson, The Everly Brothers y, sobre todo, a Jerry Lee Lewis».

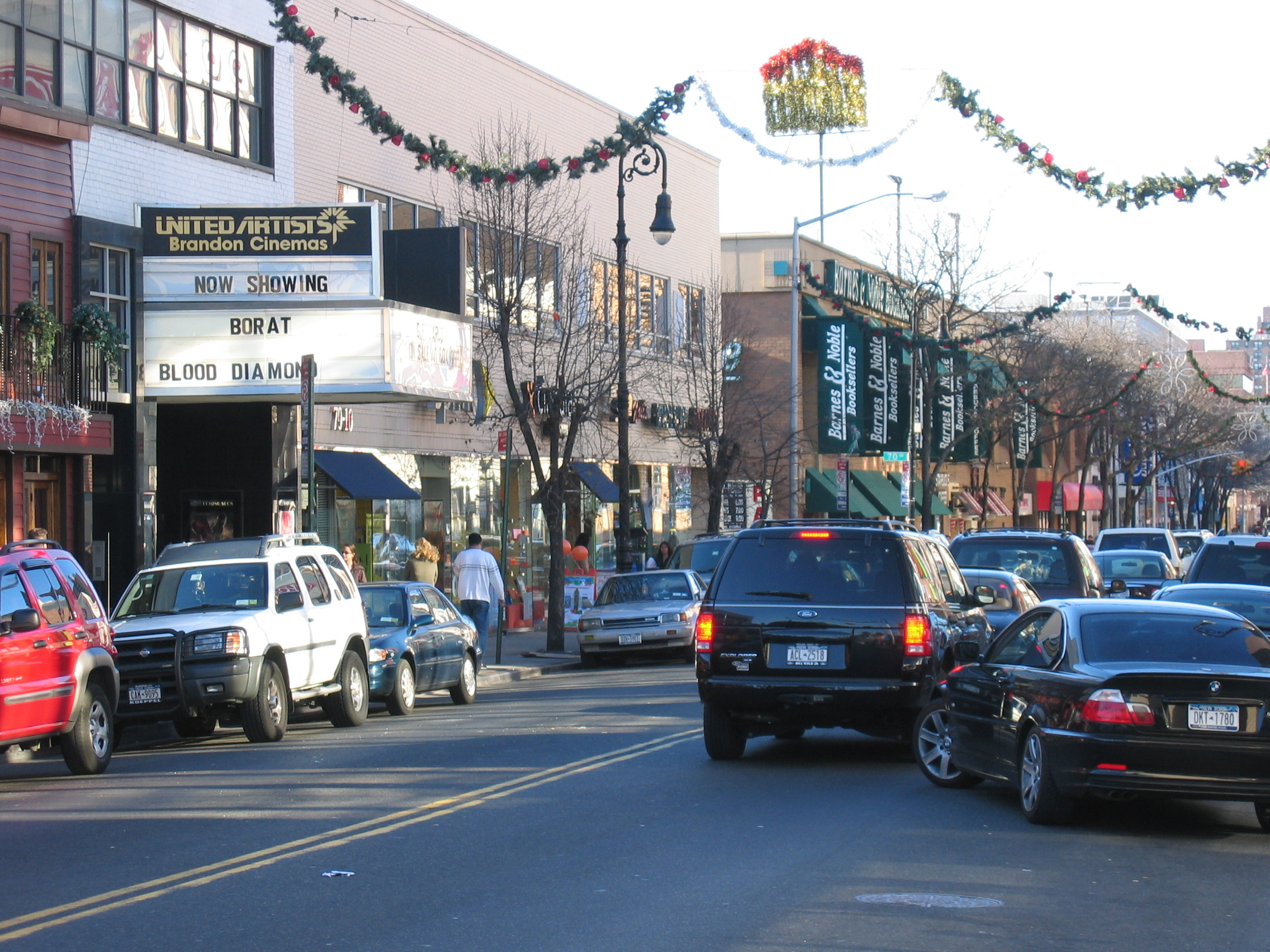
La familia Cummings llegó al barrio de Forest Hills, Queens a mediados de la década de 1960. En la imagen, la calle Austin.

Antes de radicarse en el barrio de Forest Hills, Queens a mediados de la década de 1960, los Cummings residieron en Frankin Square, Long Island y en Jackson Heights, Queens. Su vivienda en Forest Hills se encontraba ubicada «en una zona decente de clase media» y muy cerca del instituto donde el joven recibía su educación secundaria. A partir de noveno grado asistió a dos academias militares, primero en Staunton, Virginia, y más adelante en Peekskill, Nueva York, pues su idea era seguir una carrera en las fuerzas armadas para «llegar a oficial y [retirarse] pronto». Sin embargo, decidió regresar a la escuela pública de Forest Hills para finalizar la preparatoria.
En el instituto coincidió con un guitarrista de origen húngaro llamado Thomas Erdélyi, con el que formó en 1966 una banda de corta duración llamada Tangerine Puppets. La agrupación, en la que se desempeñó como bajista, se separó un año después de grabar una maqueta y de realizar algunas presentaciones en vivo. Según él, su nivel de ejecución del bajo era muy pobre, por lo que intentó tocar la guitarra sin mucho éxito.
Cummings se graduó en 1966 y empezó a trabajar como almacenista en un supermercado. Durante esa época inició estudios universitarios, primero en una institución educativa en Florida y luego en el Manhattan Community College, pero los abandonó por falta de interés. Contó en su libro que, hacia los veinte años de edad, se convirtió en un delincuente juvenil: «Hubo algunos robos violentos, tirones a viejas para quitarles el bolso o puñetazos a niños que venían por la calle para dejarlos sin dinero [...] Iba calle abajo y si veía una botella tirada, la cogía y la arrojaba contra una ventana, y así todo el día. Era espantoso, era un sujeto horrible». Confesó incluso que pasó dos noches en la comisaría por posesión ilegal de marihuana.
Para finales de la década de 1960 decidió dejar las drogas y el consumo excesivo de alcohol, y consiguió un trabajo como repartidor en una tintorería a medio tiempo. Unos meses después empezó a laborar con su padre como obrero de construcción. Aunque no estaba seguro de que esa fuera su vocación, quería tener un trabajo estable que le permitiera financiar su afición a la música y asistir a la mayor cantidad de conciertos de rock posibles. Por esa época tuvo la oportunidad de presenciar en vivo a bandas y artistas como The Beatles, The Who, Jimi Hendrix, The Rolling Stones, Black Sabbath, The Doors, The Amboy Dukes y Alice Cooper.

## Carrera

### 1970-1976: formación de Ramones y álbum debut
A comienzos de la década de 1970, Cummings frecuentaba los clubes nocturnos con sus amigos Thomas Erdélyi y Douglas Colvin, con quienes compartía el gusto por el rock. En una ocasión tuvo la oportunidad de ver en vivo al grupo New York Dolls, y la presencia en el escenario del guitarrista Johnny Thunders llamó su atención pues, aunque no era un músico con una técnica depurada, tenía según él la imagen y actitud adecuadas: «Cuando escuché [a New York Dolls] por primera vez, me di cuenta del limitado talento que tenían, pero de lo muy divertidos que eran, [y] pensé por primera vez que quizá el rock sí podía ser una opción».

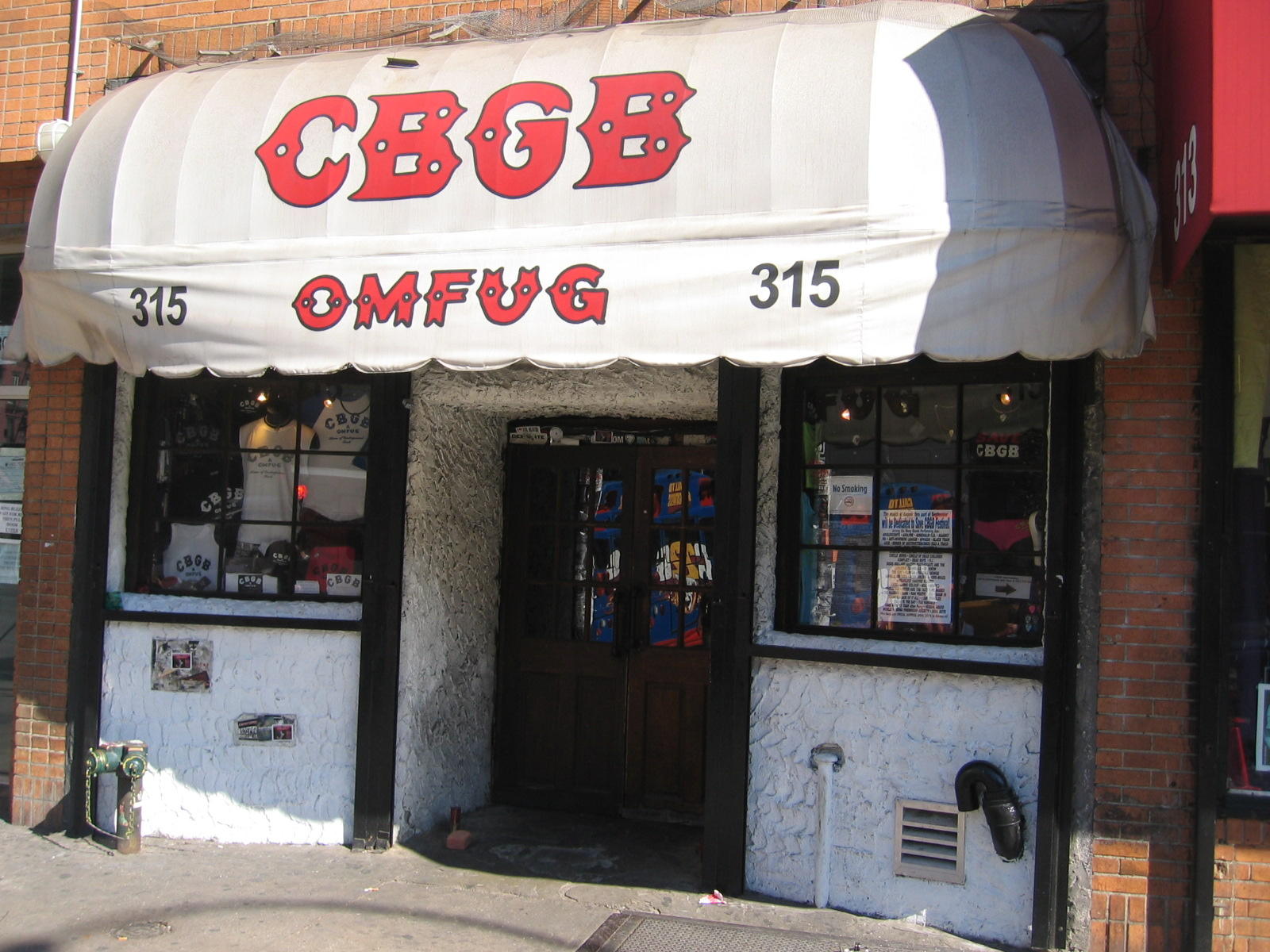
El club CBGB acogió la primera presentación en vivo de Ramones en agosto de 1974.

Ante la insistencia de Erdélyi de formar una agrupación, en enero de 1974 Cummings compró una guitarra eléctrica Mosrite por cincuenta dólares. Decidió usar esta marca en particular porque era económica y porque bandas como The Ventures y MC5 la solían utilizar. Después de realizar varios ensayos con Colvin en su vivienda en Forest Hills, nació la primera encarnación de Ramones con Cummings como guitarrista, Colvin en la voz y la guitarra, Richie Stern en el bajo, Jeffrey Hyman en la batería y Erdélyi como productor y mánager. El 27 de enero de 1974, el grupo tuvo su primer ensayo formal en el estudio Performance, utilizado por otros conjuntos como Blondie o New York Dolls.
Luego de algunos meses de ensayos, Stern dejó la banda, Hyman tomó el puesto de cantante, Colvin pasó al bajo, Erdélyi se encargó de la batería y Cummings se convirtió en el único guitarrista para dar paso a la formación clásica de Ramones, cuyo nombre nació del alias «Paul Ramone», utilizado por Paul McCartney para registrarse en los hoteles en su etapa con The Quarry Men. Cada integrante decidió adoptar un nombre artístico con dicho apellido: Johnny Ramone (Cummings), Joey Ramone (Hyman), Dee Dee Ramone (Colvin) y Tommy Ramone (Erdélyi), con el propósito de «proyectar un sentido de unidad».
Inicialmente, Johnny tenía reparos acerca del aspecto físico de Joey, pues quería «que el cantante fuera un tipo guapo». Sin embargo, Tommy lo convenció al poner como ejemplo a Alice Cooper, el vocalista de la banda homónima que en ese momento gozaba de popularidad a pesar de su siniestra imagen. La banda debutó el 16 de agosto de 1974 en el CBGB, un club que logró reconocimiento por servir como plataforma para grupos y artistas como Television, Patti Smith, Dead Boys o Blondie. El músico afirmó que en las primeras etapas de la banda sentía que, aunque Tommy era el mánager y se encargaba de los contactos fuera del grupo, él era el jefe dentro de la formación: «[Tommy] me decía en qué andábamos metidos y yo convencía al resto de que eso era lo que teníamos que hacer».
Durante 1974 y 1975 la agrupación brindó varios conciertos en el CBGB y en el estudio Performance, generalmente ante un reducido número de espectadores. En enero de 1975, Johnny sufrió un cuadro grave de apendicitis y debió pasar diez días en una unidad de cuidados intensivos; al abandonar el hospital regresó a los ensayos. Un mes después, la banda grabó su primera maqueta en un estudio de Long Island, y en enero de 1976 lograron un contrato con Sire Records para la grabación de su primer disco larga duración. Grabado en el Radio City Music Hall de Nueva York y publicado el 23 de abril, Ramones no logró éxito comercial y figuró en la posición 111 de la lista de éxitos Billboard 200, aunque cosechó reseñas entusiastas de críticos como Robert Christgau o Paul Nelson, quienes reconocieron su intensidad y originalidad. En su recensión para el portal AllMusic, Stephen Thomas Erlewine definió el sonido del disco como «rock and roll sencillo, tocado de forma simple, fuerte y muy rápido». Aunque Dee Dee compuso la mayoría de las letras del álbum, Johnny figuró como coautor en tres temas.

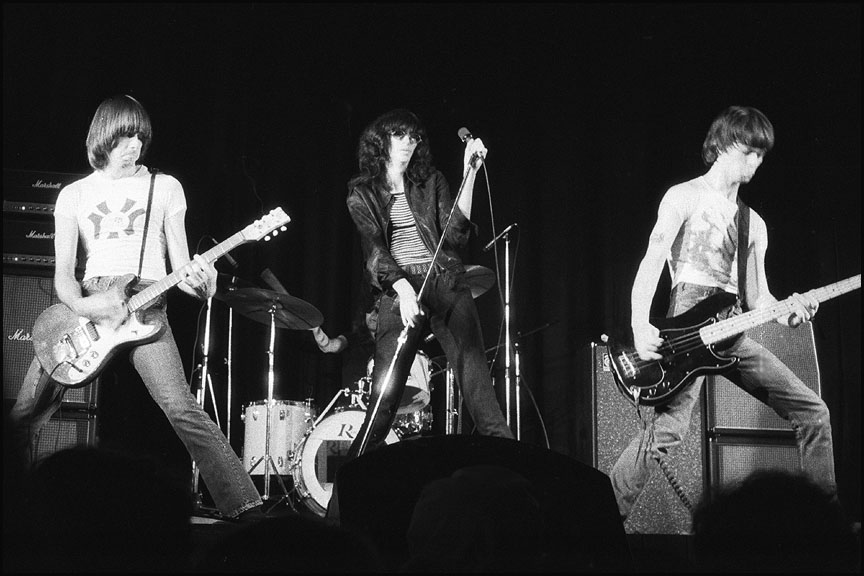
Johnny Ramone (izquierda) con Ramones en vivo en Toronto (1976).

En julio de 1976 el grupo brindó un concierto ante dos mil personas en The Roundhouse de Londres, con The Flamin' Groovies y The Stranglers. El guitarrista reconoció que esta primera presentación en territorio británico tuvo una fuerte influencia en el futuro: «En aquel viaje nos dimos cuenta de que algo estaba pasando allí. Salimos con The Damned, con The Clash y con los Sex Pistols [...] Todos eran chicos que se vestían cool, que era lo que necesitábamos para nuestro movimiento». En octubre del mismo año, la banda regresó al estudio para grabar su segundo trabajo discográfico, titulado Leave Home. Johnny escribió la mayor parte de su contribución al disco en su piso de Forest Hills; al no tener un amplificador en casa, grababa sus partes de guitarra en un casete y las reproducía durante los ensayos.

### 1977-1979: consolidación
Leave Home fue publicado en febrero de 1977, y para Mark Deming de AllMusic representó un progreso con relación al álbum debut: «Incluso una escucha superficial revela que Ramones ha progresado mucho en menos de un año. Las interpretaciones en Leave Home son más ajustadas y están mejor enfocadas que en Ramones». El guitarrista opinó de forma similar al reconocer que siempre lo prefirió sobre el primer disco. A pesar de la creciente popularidad de la banda a nivel local, Johnny confesó que en ese momento proyectaba una carrera en la música de unos cinco años para después dedicarse al negocio del cine como productor o director.
Antes de iniciar la gira en soporte de Leave Home, Ramones teloneó a Blue Öyster Cult un par de ocasiones en el Nassau Coliseum y en Poughkeepsie. Si bien tocar en grandes recintos era más rentable económicamente para ellos, el guitarrista prefería tocar en clubes pequeños para fomentar la creación de nuevas bandas y tener una mayor cercanía con su público:

Íbamos de pueblo en pueblo por todo el país y no había bandas en ningún lado, pero dejábamos el germen de una cuando nos marchábamos porque los chicos que nos veían se decían que ellos también podían hacer eso [...] íbamos a los pueblos más pequeños a tocar en los locales más chicos, y de ahí salía una banda nueva.

En abril de 1977 Ramones emprendió una gira por varios países de Europa con Talking Heads, una experiencia que el músico describió como «miserable» y «atroz», pues le costaba trabajo adaptarse a la alimentación en algunos lugares y le molestaban las largas esperas para comunicarse vía telefónica con su familia en Estados Unidos, además de considerar a los miembros de Talking Heads como «universitarios educados» que diferían de su condición de «chico de barrio». Al regresar a su país, recibieron una invitación para tocar en el programa Don Kirshner's Rock Concert, algo que entusiasmó a Johnny pues algunos de sus artistas favoritos se habían presentado allí.

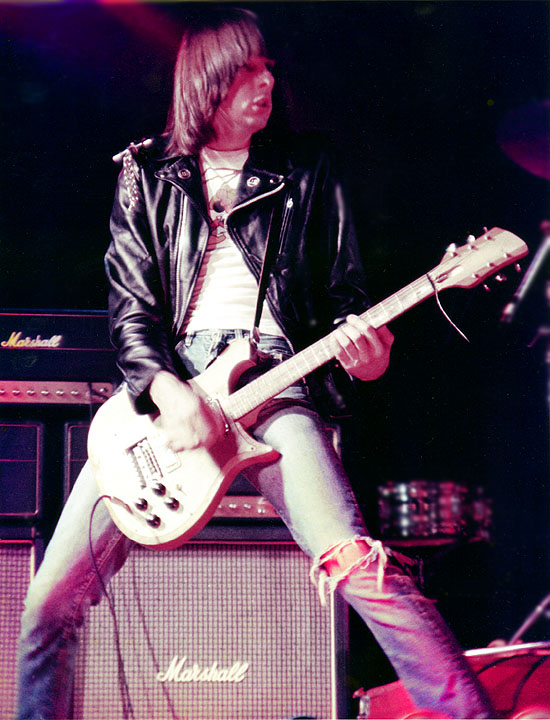
Johnny Ramone en vivo con Ramones en 1977.

Ramones grabó Rocket to Russia, su tercer larga duración, en el mes de agosto de 1977. Elogiado por la crítica en general, para el guitarrista es el mejor álbum de la discografía del grupo, y al momento de escribir su biografía aseguró que todavía seguía siendo su favorito. Ante la popularidad alcanzada, Johnny reforzó su posición como líder: «Yo no bebía ni me drogaba, aunque era diferente en casa [...] Pero tenía que mantener a aquellos tipos a raya y conservar su respeto. Debía demostrarles que era yo quien mandaba porque tenían que estar en buenas condiciones y psicológicamente aptos para hacer bien su trabajo».
A finales de 1977 la banda nuevamente se trasladó a territorio europeo y grabó una presentación en vivo en el Rainbow Theatre de Londres que terminó plasmada en It's Alive, primer álbum en directo de Ramones. En opinión del músico, ese concierto representó su cumbre artística: «Tocamos probablemente el mejor concierto que hayan dado los Ramones. Sabíamos que lo estábamos grabando para un disco y lo dimos todo: concentración y esfuerzo». Para el crítico Mark Deming, no es sólo el mejor álbum en directo del grupo, sino «uno de los más eficaces álbumes en directo del canon del rock, tan esencial como Ramones, Leave Home o Rocket to Russia».
En 1978 la agrupación inició una gira por Estados Unidos con The Runaways, durante la cual Tommy decidió abandonar la formación. Para Johnny, su partida supuso un problema, pues sentía que el baterista y productor ejercía el papel de mediador entre él y el resto de la banda. Para la grabación de Road to Ruin, cuarto disco de estudio, Marc Steven Bell —quien tomó el alias de Marky Ramone— reemplazó a Tommy, luego de que se sopesaran los nombres de Johnny Blitz y Paul Cook. En su autobiografía Punk Rock Blitzkrieg, Marky contó que fue Johnny quien lo invitó a unirse a la banda: «John me impresionó. Parecía dominar los asuntos comerciales de Ramones y tener una visión de cómo llevar a la banda a través de esta difícil transición».
Ese mismo año, el cineasta Allan Arkush les ofreció aparecer en la película de comedia musical Rock 'n' Roll High School, producida por Roger Corman. A Johnny le entusiasmó la idea porque desde su adolescencia disfrutaba de filmes de Corman como Attack of the Crab Monsters, Death Race 2000 o Caged Heat, aunque se refirió al proceso de rodaje como «una tortura: todo el tiempo sentados, Dee Dee cada vez más drogado, mi novia no paraba de beber y yo en mi cuarto viendo la tele; todo se estaba desquiciando». El músico inicialmente tenía reservas sobre su actuación y sobre la calidad del filme, pero Rock 'n' Roll High School cosechó en general comentarios positivos de la crítica tras su lanzamiento en 1979, y es considerado un clásico de culto.

### 1980-1983: trabajo con Phil Spector y problemas internos
Con el objetivo de llegar a una audiencia mucho mayor y de conseguir éxito radial, la banda contactó al productor Phil Spector, popular por su trabajo con artistas como The Ronettes, Ike & Tina Turner, John Lennon y George Harrison, para que se encargara de producir End of the Century, su quinto disco de estudio. Johnny describió la actitud de Spector durante el proceso de grabación como violenta y errática: «Me tenía allí tocando los acordes de apertura de "Rock 'n' Roll High School" una y otra vez, y así durante tres o cuatro horas. Se ponía a escucharme y volvía a decirme que tocara de nuevo el mismo acorde mientras lo marcaba taconeando». El quinto día de las sesiones, el guitarrista recibió la noticia del fallecimiento de su padre a causa de un infarto, por lo que abandonó el estudio durante algunos días para asistir al funeral. Confesó que, más allá del dolor provocado por la pérdida, aprovechó este tiempo para descansar de las extenuantes jornadas de grabación.
Aunque algunas canciones de End of the Century lograron cierta difusión radial, el disco apenas pudo alcanzar la posición número 44 en la lista Billboard 200. El guitarrista mencionó a «Baby, I Love You» como la peor canción del álbum y de la discografía de Ramones en general, a pesar de haber sido él mismo quien recomendó grabar un tema escrito por Spector. Manifestó además que su opinión no fue tenida en cuenta al momento de escoger la imagen de portada, en la que por primera vez en su carrera los miembros de Ramones aparecían sin sus características chaquetas de cuero negras. Esto generó tensiones en el seno de la banda: «Todo el asunto me perturbaba porque para entonces ya era una abierta lucha de poder y votaban contra mí en todos los asuntos artísticos». La situación empeoró cuando Johnny empezó a salir a comienzos de la década de 1980 con Linda Marie Daniele, quien en ese entonces tenía una relación con Joey. El guitarrista afirmó que le preocupaba especialmente que el cantante abandonara el grupo, pues quería asegurarse una pronta jubilación y para ello necesitaba que Ramones siguiera funcionando durante algunos años más. La relación entre ambos músicos nunca había sido estrecha, pero a raíz de este hecho se deterioró aún más; sin embargo, ambos decidieron continuar en la formación a pesar de su animosidad.

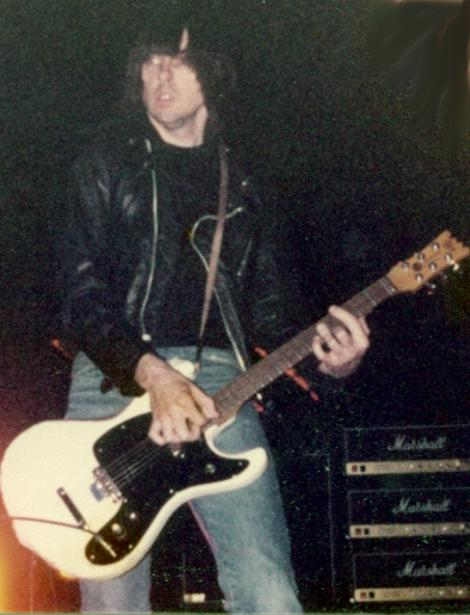
Johnny Ramone en vivo en Seattle (1983).

Durante la grabación de Pleasant Dreams en abril de 1981, los problemas entre los miembros de la banda crecieron. Johnny estaba cada vez más frustrado con el alcoholismo de Marky y de Joey, y con la creciente adicción a las drogas de Dee Dee. Estas diferencias se evidenciaron en la composición pues, por primera vez, cada canción se atribuyó a un miembro en particular y no a todo el grupo. También hubo desacuerdos entre Joey y Johnny en relación con la dirección musical: el cantante quería acoger un sonido más cercano al pop punk, mientras que el guitarrista quería continuar con un estilo fuerte y agresivo. Este último afirmó: «Sabía que éste no iba a ser el tipo de álbum que yo quería. Le habrían venido bien dos o tres canciones punk más [...] Estoy luchando dentro de la banda [...] Están buscando la forma de ser más comerciales, y estoy en contra de ellos por hacer eso».
Pleasant Dreams llegó a la posición 58 del Billboard 200 y recibió reseñas mixtas, especialmente por su cambio de sonido. Stephen Thomas Erlewine afirmó que es «demasiado limpio» para ser considerado un disco de punk, y Robert Christgau lo tildó de «cursi» al compararlo con los primeros cuatro álbumes. Para Johnny, gran parte de la culpa de estas tibias reseñas se debió a la producción de Graham Gouldman, quien le pidió que suavizara el sonido de su guitarra.
Marky no pudo asistir a un concierto en Virginia Beach en octubre de 1981 por problemas relacionados con el alcohol, y el guitarrista le impuso una multa de 5 000 dólares. Según Johnny, este fue el primer paso para la expulsión del baterista, que terminó concretándose en febrero de 1983. La banda regresó al estudio a finales de 1982 para grabar su séptimo disco de estudio, Subterranean Jungle, el cual fue publicado en febrero de 1983. Aunque tuvo una mejor recepción crítica que el álbum anterior, se ubicó en una modesta posición 83 en Billboard 200, y ninguno de sus sencillos pudo ingresar en las listas de éxitos del país. Para el guitarrista, la grabación del disco fue tumultuosa por el problema de alcoholismo de Marky, quien incluso debió ser reemplazado por Billy Rogers en la canción «Time Has Come Today».
En agosto de 1983, Johnny sufrió un fuerte golpe en la cabeza tras un altercado callejero con un músico de punk llamado Seth Macklin, y fue remitido al hospital Saint Vincent de Nueva York, donde fue operado de una fractura craneal. Luego de guardar reposo durante tres meses, regresó a los ensayos con la banda. El atacante fue imputado por asalto en primer grado y condenado a unos meses de prisión luego de la declaración de Johnny ante un juez.

### 1984-1989: declive comercial
Con Richard Reinhardt —quien adoptó el nombre artístico de Richie Ramone— en reemplazo de Marky, la agrupación se reunió en julio de 1984 para iniciar las sesiones de grabación de su siguiente disco, titulado Too Tough to Die. Aunque no pudo involucrarse demasiado en el proceso de composición debido a su estado de salud, Johnny se mostró complacido porque, después de las diferencias creativas de los anteriores trabajos, la banda parecía seguir el mismo rumbo musical: «Cuando nos dispusimos a hacer Too Tough To Die, estábamos centrados en la misma dirección, y eso marcó la diferencia. Sabíamos que teníamos que volver al tipo de material más duro por el que nos habíamos dado a conocer». El guitarrista se involucró en decisiones artísticas, como el título del disco —una clara alusión a su reciente experiencia con Macklin— y la idea de incluir como portada una imagen de los miembros de la banda en un túnel, como referencia a la película La naranja mecánica de Stanley Kubrick.

A pesar de ser hasta ese momento el álbum de Ramones con el peor desempeño en Billboard 200 (debutó en la posición número 171), la crítica lo reconoció como un regreso a la forma. Kurt Loder de Rolling Stone lo definió como un «resumen exhilarante» de todo lo que la agrupación hizo bien a lo largo de su carrera, y para Erlewine se trata de su «último gran álbum».
Ramones grabó en 1985 Animal Boy, su noveno disco de estudio. Ante los escasos aportes en composición de Joey, Dee Dee culpó al guitarrista por rechazar la mayoría de las ideas del cantante: «Joey presentaba una gran canción y Johnny no lo hacía por esto o por aquello: "No tocaré acordes menores. No tocaré la guitarra líder. No viajaré a Inglaterra"».Una de las canciones incluidas, titulada originalmente «Bonzo Goes to Bitburg» y escrita por Dee Dee y Joey, hacía referencia a la controversial visita del entonces presidente Ronald Reagan a un cementerio militar alemán en Bitburgo. Johnny, un admirador del político, presionó para que el nombre fuera cambiado, por lo que finalmente el tema apareció como «My Brain Is Haning Upside Down (Bonzo Goes to Bitburg)» en las notas del disco.
Para Animal Boy, que logró una recepción crítica mixta y alcanzó la posición 143 en Billboard 200, Johnny colaboró con Dee Dee en la composición de las letras de las canciones «Animal Boy», «Eat That Rat» y «Freak of Nature». El trabajo del productor Jean Beauvoir no fue del agrado del músico, quien aseguró que el sonido de su guitarra fue cambiado y consideró que el disco podría haber funcionado de haber contado con una mejor producción.
El guitarrista aseguró que la mayoría del material grabado para Halfway to Sanity (1987) era bastante flojo, a excepción de las canciones «I Wanna Live», «Weasel Face», «Bop 'til You Drop» y «Garden of Serenity», y confesó que, aunque aparece en los créditos, Dee Dee no toca en el álbum, pues el bajo fue grabado por el productor Daniel Rey. La carátula muestra una imagen de los cuatro músicos en Chinatown, que aparece deliberadamente oscura porque, según Johnny, no querían parecer «tan viejos».

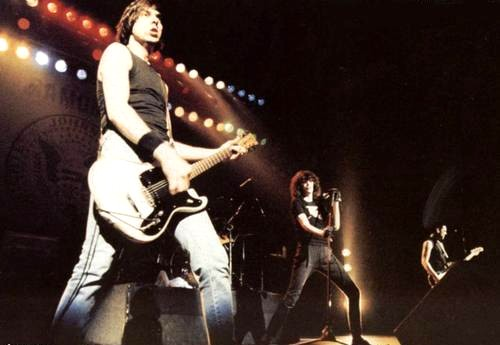
Johnny (izquierda) con Ramones en São Paulo (1987).

El disco alcanzó el puesto número 172 en Billboard 200 y tuvo una tibia recepción de los especialistas, quienes lo consideraron inconsistente. Durante la gira promocional, Richie abandonó la formación por conflictos financieros con Johnny, pues el baterista sentía que no se le reconocía lo suficiente a nivel económico. El propio guitarrista empezó a buscar un reemplazo, y el elegido fue Clem Burke de Blondie —quien adoptó el seudónimo de Elvis Ramone—, aunque solamente actuó en dos presentaciones porque, según Johnny, no dominaba técnicas de batería como el hi hat o el doble tiempo. Ante esta situación, decidió llamar nuevamente a Marky, quien se integró a la formación en plena gira el mes de septiembre de 1987.
Brain Drain, siguiente trabajo discográfico de Ramones publicado en mayo de 1989, tampoco fue del gusto del guitarrista, quien se quejó de la labor del productor Bill Laswell por forzarlo a grabar la guitarra «en cinco o seis pistas». Solamente destacó las canciones «I Believe in Miracles» y «Punishment Fits the Crime», y definió como aceptable el tema «Pet Sematary», grabado para la película del mismo nombre dirigida por Mary Lambert. Brain Drain, el último trabajo con Dee Dee (quien fue reemplazado por Christopher Ward, más conocido como C. J. Ramone), demostró ser otro fracaso comercial y apenas pudo alcanzar la posición 122 de la lista Billboard 200.

### 1990-1997: últimos discos y separación de Ramones
El primer álbum de Ramones en la década de 1990, titulado Mondo Bizarro y publicado en septiembre de 1992, tampoco satisfizo a Johnny, quien no realizó aportes en la composición y expresó que la falta de material escrito por Dee Dee terminó afectando al producto final. Aunque el disco logró la posición más baja en la lista Billboard 200 en la historia de la banda (apareció en la casilla 190), el músico aseguró que en ese momento Ramones ganaba más dinero que nunca, debido principalmente a que eran invitados a festivales y eventos musicales de gran escala. La respuesta crítica a Mondo Bizarro fue mixta: Eduardo Rivadavia de AllMusic lo consideró el trabajo discográfico más sólido del grupo en años, mientras que Ira Robbins de Entertainment Weekly le otorgó una calificación negativa.
Dos años después grabaron un álbum de versiones titulado Acid Eaters que, según el guitarrista, «tiene altibajos, pero al final es un buen trabajo». El disco incluye versiones de artistas como The Amboy Dukes, The Who, The Rolling Stones y Creedence Clearwater Revival, y cosechó reseñas mixtas. En cuanto a su desempeño comercial, no logró cifras muy significativas y se ubicó en la posición 179 de Billboard 200.
En mayo de 1995, Johnny decidió dar por terminada su participación en la banda, pues tenía suficiente dinero en el banco para planear su retiro. Comunicó su determinación a los demás miembros y todos estuvieron de acuerdo en grabar un último álbum y realizar una gira de despedida: «Lo hablé con la banda y no hubo resistencia [...] sabíamos que había llegado el momento, como si hubiera sonado la alarma». El guitarrista tenía pensado en ese momento retirarse de la música y dedicarse a la dirección de cine, y contactó al actor John Enos para proponerle participar en una nueva versión del filme de terror Werewolves on Wheels; sin embargo, el plan nunca se materializó.
¡Adiós amigos!, último álbum de estudio de Ramones, fue publicado en julio de 1995 y gozó de mejores reseñas y desempeño comercial que sus recientes producciones. Para Stephen Thomas Erlewine, se trata de «una forma admirable de despedirse», y para el propio Johnny es el disco que contiene el mejor sonido de guitarra que logró en toda su carrera, en parte gracias al trabajo del productor Daniel Rey. Confesó además que la banda decidió incluir una carátula en la que se muestra a dos dinosaurios porque justamente era así como se sentían: «En esa época me cuidaba mucho de cómo nos retrataban, pues unos se veían peor que otros, así que trataba de evitar fotos donde se nos viera con claridad». ¡Adiós amigos! ocupó la casilla número 147 de la lista Billboard 200.
Tras la publicación del disco y la subsiguiente gira de despedida, el guitarrista empezó a tener una mejor relación con sus compañeros. En su libro afirmó que, el hecho de estar en las etapas finales de su carrera con la banda disminuyó la presión al punto de llegar a «un acuerdo silencioso» que le permitía estar junto a Joey. No obstante, manifestó que antes de la gira final la relación con sus compañeros no era la mejor:

Mientras estuvimos activos, ser los Ramones parecía incompatible con la felicidad salvo cuando estábamos en el escenario. Había siempre la presión de hacer un buen disco sin renuncias de ningún tipo, pero también teníamos que escuchar las ideas de las discográficas y colaborar. Además, claro, de los asuntos personales: que ninguno de la banda se volviera drogadicto para que pudiera seguir tocando, y las continuas peleas, que eran agobiantes.

Tras brindar una serie de conciertos, incluyendo varias presentaciones en el festival Lollapalooza de 1996 y una gira por América del Sur que sorprendió al músico por la gran cantidad de aficionados que se presentaron en países como Argentina o Brasil, el 6 de agosto del mismo año tocaron su último concierto en el Hollywood Palace de Los Ángeles. En la presentación participó Dee Dee como vocalista en algunas canciones, así como Chris Cornell, Eddie Vedder y Lemmy Kilmister como artistas invitados. En su libro, Johnny afirmó que Ramones llegó a brindar un total de 2 263 presentaciones a lo largo de su carrera.
Poco tiempo después del recital final, la banda recibió una propuesta para realizar tres conciertos más en América del Sur que podrían superar económicamente a sus presentaciones en Lollapalooza. Sin embargo, Joey acusó cansancio y rechazó la oferta, a pesar del deseo de Johnny y de los demás miembros de realizar los conciertos. Tras la separación, ambos músicos perdieron casi todo el contacto, y según Johnny, solo hablaron un par de veces para tocar temas relacionados con Ramones, como el evento de presentación del disco Hey Ho! Let's Go: The Anthology en 1998.

### 1998-2003: otros proyectos y retiro
El músico brindó una entrevista a la cadena MTV en 1998 en la que aseguró que no tenía intenciones de volver a tocar música tras la separación de Ramones. Sin embargo, en julio de 1999 aportó la guitarra en las canciones «Good Rocking Tonight» y «Viva Las Vegas» para el álbum de punk tributo a Elvis Presley Swing Cats: Special Tribute to Elvis, en colaboración con los músicos Lemmy Kilmister, Slim Jim Phantom y Danny B. Harvey. La discográfica Cleopatra publicó varias versiones de estas grabaciones y las recopiló en una edición especial titulada Johnny Ramone: The Final Sessions en 2014. Estas dos canciones, además de una maqueta de dos temas de 1966 cuando era el bajista de Tangerine Puppets, son los únicos aportes musicales de Johnny que no hacen parte de la discografía de Ramones.
En su biografía aseguró que no sintió su retiro hasta abril de 2001, cuando Joey falleció a causa de un linfoma: «Ya no había Ramones sin Joey, era irreemplazable [...] Ese era el fin de los Ramones, porque yo no iba a tocar sin él». Ese mismo año, su amigo Vincent Gallo lo invitó a participar en Náufragos, película de ciencia ficción dirigida por la cineasta española María Lidón en la que interpretó el papel de Lowell, el piloto de una nave espacial. Buzz McClain del portal TV Guide aseguró en su reseña que su aparición, aunque breve, es lo único positivo del filme.
El 18 de marzo de 2002 la agrupación fue incluida en el Salón de la Fama del Rock and Roll, en una ceremonia a la que asistieron Johnny, Dee Dee, Tommy y Marky. Eddie Vedder, cantante de Pearl Jam, se encargó de presentar la inducción, y la agrupación Green Day tocó a modo de tributo las canciones «Teenage Lobotomy», «Rockaway Beach» y «Blitzkrieg Bop». En junio, Dee Dee falleció a causa de una sobredosis de heroína, lo que para el guitarrista fue un golpe incluso mayor que la muerte de Joey, pues según él, «de alguna forma seguían siendo amigos».
En 2002 compiló el disco recopilatorio Loud, Fast Ramones: Their Toughest Hits, y un año después produjo y supervisó junto con Rob Zombie el álbum tributo We're a Happy Family: A Tribute to Ramones, en el que participaron agrupaciones como Metallica, U2, Kiss, Red Hot Chili Peppers, Garbage, Marilyn Manson y The Pretenders. Según Marky, una entrevista concedida para la grabación del documental Ramones: Raw de John Cafiero (2004) representó la última contribución profesional de Johnny a la banda.

## Problemas de salud y fallecimiento
En Commando, Johnny aseguró que empezó a sentir molestias de salud relacionadas con su próstata en 1997: «Me costaba orinar, y aunque sabía que ese era un síntoma del cáncer, no sabía nada más. No había cáncer en la familia, así que creí que podía ser una inflamación de la próstata». Sin embargo, los síntomas empeoraron y decidió consultar a un nutricionista, quien le prescribió una dieta vegetariana. Al no experimentar una mejora considerable, se realizó una prueba de antígeno que demostró la presencia de cáncer de próstata y, ante la posibilidad de someterse a una cirugía o a sesiones de radioterapia, escogió esta última porque «quería los mínimos efectos secundarios posibles».
Inició terapias de radiación el 24 de julio de 1998 en el Cancer Treatment Center of America de Oklahoma, donde le informaron que tenía la enfermedad desde hacía aproximadamente cinco años y que tenía una probabilidad del setenta y cinco por ciento de vivir cinco años más. De vuelta en Los Ángeles, recibió radioterapia en un centro médico de la UCLA durante seis semanas, y aunque los síntomas mejoraron, nunca desaparecieron completamente.
A finales de 2002 su salud empeoró, y los resultados de los exámenes arrojaron que el cáncer se había extendido hasta sus pulmones, por lo que tuvo que someterse a sesiones de quimioterapia. Empezó a perder su cabello tres semanas después del primer tratamiento y comenzó a sentir dolor en sus huesos por el rápido avance de la enfermedad.
En junio de 2004 permaneció inconsciente durante una semana en un hospital a causa de una infección originada por uno de los medicamentos para tratar la enfermedad. Mientras se recuperaba en el Centro Médico Cedars-Sinaí, Marky informó a la revista Rolling Stone sobre su padecimiento, aunque el guitarrista había optado por mantener su estado de salud lo más alejado posible de la luz pública. Según él, Marky actuó de esa manera porque «siempre buscaba ser objeto de atención».

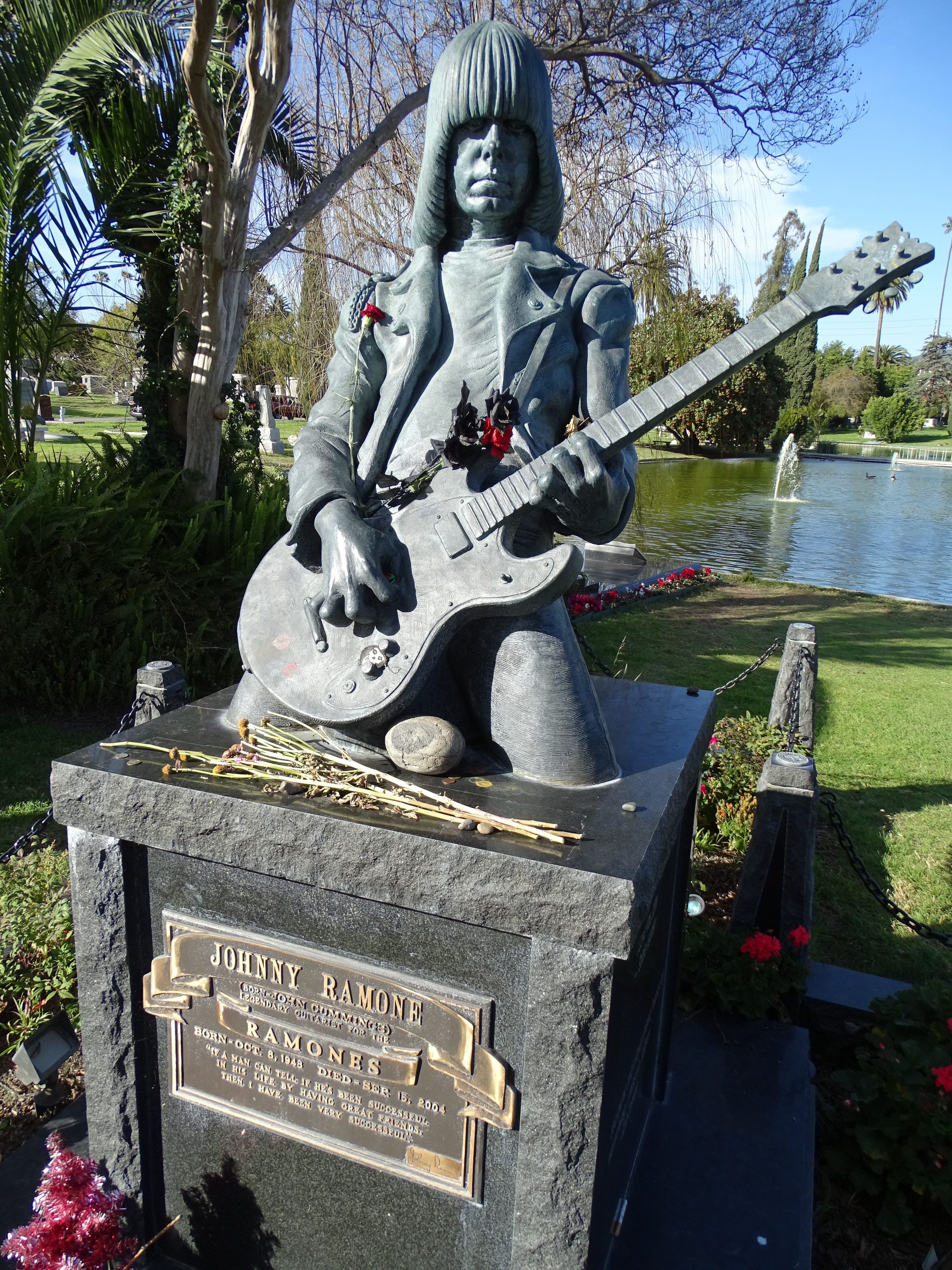
Estatua de Johny Ramone en el cementerio Hollywood Forever de Los Ángeles.

Días después, el músico decidió dar su última entrevista a Rolling Stone desde su rancho en Los Ángeles, en el que permanecía acompañado de su esposa Linda y allegados. Falleció el 15 de septiembre de 2004 en su hogar mientras dormía. Lisa Marie Presley, una de sus amigas más cercanas, describió sus últimos instantes:

Todos nos quedamos allí reunidos a su alrededor durante horas, contando historias hasta altas horas de la noche, despidiéndonos, riendo y llorando a su lado. Y todavía sentados con él, vimos en televisión la noticia de su fallecimiento. Fue extraordinariamente profundo y reconfortante, una versión punk rock de la película Reencuentro.

Johnny fue incinerado al día siguiente, y sus cenizas introducidas en el pedestal de una estatua erigida en su honor en el cementerio Hollywood Forever de Los Ángeles, cerca de la lápida de Dee Dee. Según el diseñador gráfico y amigo personal Arturo Vega, fue el mismo Johnny quien decidió encargar un monumento en los meses previos a su fallecimiento luego de ver el funeral de estado de Ronald Reagan. La estatua, de cuatro pies de alto sobre una base de dos pies y fabricada en bronce, muestra al músico de las rodillas hacia arriba con su guitarra Mosrite y contiene la inscripción: «Si un hombre puede juzgar el éxito por cuántos grandes amigos tiene, entonces yo he tenido mucho éxito». El 14 de enero de 2005 se celebró una ceremonia para inaugurar el monumento, a la que asistieron varias personalidades de la música y el entretenimiento.

## Estilo e influencias

### Estilo como guitarrista
Johnny solía tocar acordes con cejilla con un continuo downpicking; esta técnica, combinada con un tono de amplificador de alta ganancia, produjo un sonido más agresivo y rítmico que el de sus contemporáneos, y tuvo una importante influencia en los primeros grupos de punk. En una entrevista para Guitar Player, el músico aseguró que estos golpes descendentes fueron un simple mecanismo de sincronización para él.
Durante su carrera se rehusó a agregar a su estilo otros elementos melódicos adicionales. En su libro manifestó: «Lo que hicimos [con Ramones] fue quitarle al rock todo lo que no nos gustaba y usar el resto, de manera que no quedaran influencias del blues, ni largos solos de guitarra, nada que pudiera interponerse en el desarrollo de las canciones». También contó que los músicos de sesión Walter Lure y Daniel Rey aportaron arreglos de guitarra adicionales en algunas canciones por temas comerciales, algo con lo que siempre estuvo de acuerdo.
El músico Andy Shernoff, quien participó en la composición de varias canciones de Ramones, aseguró en Hey Ho Let’s Go: The Story of the Ramones que temas como «Communication Breakdown» de Led Zeppelin y «Paranoid» de Black Sabbath representaron una influencia importante para su estilo como guitarrista. Refiriéndose a la canción de Led Zeppelin, Johnny le dijo a Mickey Leigh, hermano de Joey Ramone: «La mayoría de la gente no se da cuenta, pero así es como debería tocarse el rock and roll. Todo debería ser un downstroke».

### Influencias musicales
En su adolescencia presenció una presentación en vivo de Jimi Hendrix y aseguró que era un guitarrista «tan tremendo» que le quitaba las ganas de tocar. Asimismo, prefería la agresividad de The Rolling Stones sobre el estilo más moderado de The Beatles, y en su biografía confesó que llevó una bolsa con piedras a una presentación de la banda de Liverpool con la intención de arrojárselas a los músicos, pero no pudo hacerlo porque no logró una ubicación cercana al escenario.
Aunque solía asistir a presentaciones en directo de grupos y artistas como The Who, The Doors, Alice Cooper, Black Sabbath y The Amboy Dukes, fueron bandas como The Stooges y MC5 las que desarrollaron en él un gusto por la música más cruda y directa. Compró el álbum The Stooges (1969) porque le gustó la imagen dura que exhibían los músicos en la portada, aunque terminó valorando mucho más el sonido: «Jamás había oído nada igual, era extraordinario, y por más geniales que se vieran en la portada, nada me podría haber preparado para eso». Asimismo, se refirió a James Williamson como uno de los mejores guitarristas de todos los tiempos, y como la única persona que conocía que lograba intimidarlo.
Johnny Thunders, guitarrista y cantante de New York Dolls, se convirtió en una influencia temprana en cuanto a presencia escénica e imagen, pese a lo poco depurado de su técnica con el instrumento. En su biografía mencionó a Jimmy Page, Jeff Beck, Leslie West, Ron Asheton, Dick Dale, George Harrison y Keith Richards como otros guitarristas influyentes para él.

### Equipo

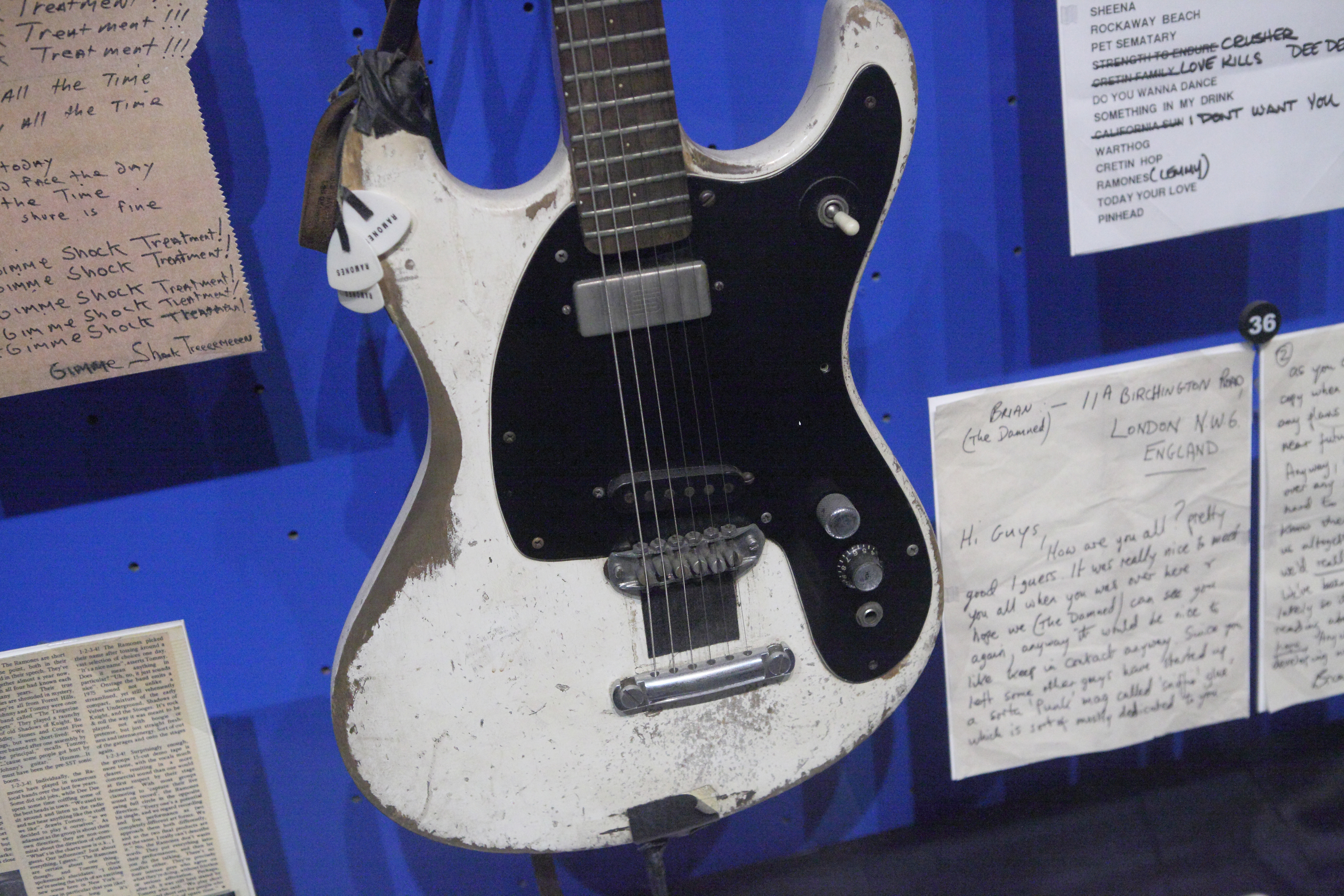
Modelo de guitarra Mosrite de Johnny exhibida en el Salón de la Fama del Rock and Roll.

El músico se caracterizó por usar durante toda su carrera guitarras Mosrite y se convirtió en uno de los rostros más reconocibles de la compañía. En 1974 compró por cincuenta dólares una Mosrite Blue Ventures II, con la que tocó regularmente hasta que le fue robada en 1977. En reemplazo, adquirió una modelo White Ventures II, la cual conservó hasta la separación de Ramones en 1996. Tiempo después este instrumento fue adquirido por Daniel Rey y subastada en 2021. Según un comunicado de la empresa RR Auction, Johnny la usó en cerca de dos mil conciertos y en la mayoría de los álbumes de estudio de la agrupación.
Aunque tocó en su mayoría diferentes modelos de guitarras Mosrite, también utilizó ocasionalmente otras marcas. Por ejemplo, durante su presentación en el programa Don Kirshner's Rock Concert rompió una cuerda de su Mosrite clásica y decidió usar una Rickenbacker 450 para finalizar el show. Adicionalmente, utilizó una modelo White Stratocaster de Fender en la canción «I Wanna Be Your Boyfriend» en 1976, y a comienzos de la década de 1980 encargó una guitarra Hamer personalizada, con la que apareció en el videoclip del tema «Psycho Therapy» y en un anuncio publicitario de la marca.
A partir de 1980 decidió reemplazar las pastillas de serie Mosrite por pastillas DiMarzio FS-1 debido a los constantes problemas de retroalimentación por el alto volumen de los conciertos. En sus inicios, la banda no podía permitirse adquirir amplificadores de calidad, pero cuando tuvo la oportunidad, Johnny compró tres amplificadores Marshall 1959 Mark II Super Lead y seis gabinetes Marshall 1960B 4x12, y a partir de 1983 empezó a usar amplificadores Marshall JCM 800 modelo 2203. Para el periodista Tyler Golsen de Far Out, todo su tono, volumen y distorsión procedían de dichos amplificadores, y por esa razón no solía utilizar pedales de efectos.

### Influencia en Ramones

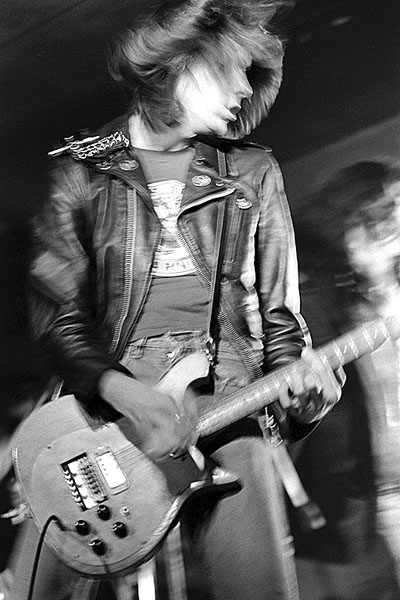
La imagen tradicional de Ramones, con chaquetas de cuero y pantalones vaqueros, provino de la indumentaria habitual de Johnny cuando trabajaba como obrero de construcción a comienzos de la década de 1970.

El músico y cineasta John Cafiero, amigo personal de varios de los miembros de Ramones y director del documental Ramones: Raw, definió como vital el papel de Johnny en la banda: «Era el jefe, la institución, los fundamentos. Mandaba porque tenía que hacerlo, pues de lo contrario y pese al enorme talento de sus compañeros fundadores, las cosas no habrían progresado ni permanecido como lo hicieron». Aunque las decisiones en el seno del grupo eran tomadas mediante la votación de sus miembros fundadores, el guitarrista se encargaba de dar las directrices a los músicos que se incorporaban a la agrupación, como avanzar y retroceder por el escenario sincronizadamente, evitar el consumo de drogas y alcohol antes de los conciertos y la clase de vestimenta que debían utilizar para no desentonar con los demás.
Para el crítico musical Jim Farber, es poco probable que la banda hubiera podido sobrevivir «sin su enfoque, empuje y sentido de los negocios», y para Arturo Vega, los demás miembros eran «los creadores» y Johnny era su «mariscal de campo».No obstante, Marky reconoció en su autobiografía que, aunque el guitarrista trataba de controlar muchos aspectos, los demás músicos no siempre adherían a sus reglas.
Aunque Dee Dee y Joey destacaron mucho más a nivel de composición, Johnny escribió en solitario el tema instrumental «Durango 95», utilizado como introducción para la mayoría de conciertos tras el lanzamiento de Too Tough to Die (esto se puede apreciar en los álbumes en vivo Loco Live, Greatest Hits Live y We're Outta Here!). Colaboró además con Dee Dee en la composición de canciones como «Gimme Gimme Shock Treatment», «Commando», «Psycho Therapy», «Mama's Boy», «Bop 'Til You Drop», «Wart Hog» o «Animal Boy», incluidas en discos de grandes éxitos como Ramones Mania y Weird Tales of The Ramones.
En cuanto a la vestimenta, simplemente quiso utilizar su atuendo característico, que constaba principalmente de pantalones vaqueros, camisetas y chaquetas de cuero negras. Dicha indumentaria fue adoptada por todos los miembros de Ramones, y se convirtió en su imagen característica. Según el guitarrista, la banda quería que sus aficionados pudieran identificarse con su imagen y que no tuvieran problemas para asistir a sus conciertos vestidos de forma similar a ellos.

## Vida personal

### Relaciones
En 1970 Johnny empezó a salir con una joven de ascendencia judía y egipcia llamada Rosana, con la que se casó en octubre de 1972. La pareja se separó a finales de 1976 por el distanciamiento generado por la creciente popularidad de la banda. Por esa misma época inició una relación sentimental con Cynthia «Roxy» Whitney, quien publicó detalles de su historia juntos en el libro biográfico Too Tough to Love: My Life with Johnny Ramone (2015).

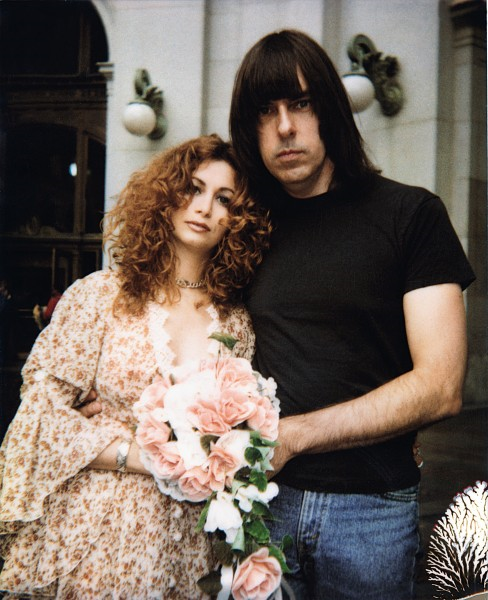
Foto matrimonial de Linda y Johnny Ramone.

El músico afirmó que a comienzos de la década de 1980 se enamoró de Linda Marie Daniele, la novia de Joey por ese entonces. Linda terminó su relación con el cantante en 1982 y algunos meses más tarde Johnny dejó a Whitney. Contrajeron matrimonio civil en el Ayuntamiento de Nueva York en 1984, ante la presencia de un solo testigo. Tras la separación de Ramones, la pareja se mudó a Los Ángeles y compró un rancho en el barrio de Sherman Oaks por recomendación del músico y cineasta Rob Zombie. Daniele reside actualmente allí con su pareja, el músico J. D. King.
En los últimos años de su carrera, Johnny se hizo amigo de personalidades del entretenimiento como John Frusciante, Chris Cornell, Rob Zombie, Kirk Hammett, Rosanna Arquette y Vincent Gallo. Tuvo una relación muy cercana con Lisa Marie Presley, quien lo llevó a conocer la mansión de Graceland y la habitación de su padre, en la que definió como una de las mejores experiencias de su vida. Fue uno de los padrinos en la boda entre Lisa Marie y el actor y cineasta Nicolas Cage en 2002.
Conoció al cantante Eddie Vedder durante un concierto en el que Pearl Jam y Ramones compartieron escenario, y desde entonces se convirtió en uno de sus amigos más cercanos. Aunque diferían ideológicamente, Linda aseguró en una entrevista con El País que los temas políticos entre ellos pasaban a un segundo plano: «Cuando hablamos de amistad, música y rock and roll, las ideas políticas nunca deberían importar».

### Aficiones
Johnny desarrolló desde su niñez una afición al béisbol gracias a la influencia de su padre, y se convirtió en admirador de The New York Yankees y de Mickey Mantle. Durante gran parte de su vida coleccionó tarjetas de béisbol y otros accesorios relacionados, e incluso elaboró en su autobiografía una lista con sus actividades favoritas en la que dicho deporte apareció en primer lugar, por encima de la música y la política. También mencionó que uno de sus «rituales preferidos» era comprar leche y galletas después de los conciertos de Ramones para encerrarse en la habitación de su hotel a ver los programas deportivos de la cadena ESPN.
En su adolescencia se convirtió en aficionado del cine de terror y de ciencia ficción, especialmente de filmes clásicos como The Texas Chain Saw Massacre, El hombre invisible, La novia de Frankenstein, Planeta prohibido, Not of This Earth y Godzilla. También solía ver películas de serie B del cineasta Russ Meyer como Mudhoney, Beyond the Valley of the Dolls o Lorna. Destinó varios cuartos de su rancho en Los Ángeles para transformarlos en museos de diversas temáticas; de esta forma dedicó habitaciones a Elvis Presley, Disney World y al cine de terror.
Elvis Presley aparece en el primer lugar de la lista de sus cantantes favoritos, en una clasificación en la que también figuran nombres como Bing Crosby, Roy Orbison, Jim Morrison y Dean Martin. Era admirador tanto de la obra musical de Presley como de su faceta actoral, y mencionó a Loving You, Jailhouse Rock y King Creole como sus tres películas favoritas del artista de Memphis.

### Política y religión
El músico era seguidor del Partido Republicano y de las ideologías conservadoras y de derecha. Se convirtió en simpatizante del partido en 1960 porque, según él, no soportaba escuchar a la gente decir que votaría a John F. Kennedy simplemente porque era más guapo que Richard Nixon. También añadió en su biografía una lista de sus republicanos favoritos, en la que aparecen políticos como Nixon, Ronald Reagan y Bob Barr, y personalidades del entretenimiento ligadas a esta ideología como Charlton Heston, Ted Nugent y Arnold Schwarzenegger. Asimismo, el músico apoyaba y era miembro de la Asociación Nacional del Rifle, y afirmó ser partidario de la pena de muerte y de su televisación por pago como financiación a las familias de las víctimas.
Durante la ceremonia de inclusión de Ramones en el Salón de la Fama del Rock and Roll, Johnny cerró su discurso con la frase: «Dios bendiga al presidente Bush y Dios bendiga América», refiriéndose al entonces presidente de los Estados Unidos, George W. Bush. Aseguró que lo hizo a modo de provocación, y que se alegra porque «obtuvo la respuesta que buscaba». También confesó que una de las cosas que más lo enorgullecieron durante su carrera en Ramones fue una presentación en el CBGB en abril de 1979 a beneficio del Departamento de Policía de Nueva York para la compra de chalecos antibalas, durante la cual se presentaron protestas de algunos simpatizantes de izquierda a las afueras del recinto.
Criado en una familia católica, hizo la primera comunión a los seis años, pero dejó de asistir a la iglesia poco tiempo después. En su infancia estudiaba en una escuela religiosa con una estricta disciplina que no fue de su agrado. Su madre decidió trasladarlo a otra institución educativa luego de descubrir los cardenales de las palizas que recibía de las monjas. Al momento de escribir su libro, el músico aseguró que seguía siendo católico, pero que simplemente no asistía a misa.

### Estilo de vida
En su juventud decidió dejar de consumir drogas y alcohol en exceso y consiguió un trabajo como obrero de construcción luego de «oír una voz» que lo hizo recapacitar; describió en su libro esta experiencia como «un despertar espiritual». Durante su estancia en Ramones trató de mantenerse sobrio porque, según él, las adicciones podían afectar su rendimiento en directo. Aseguró que después de cumplir veinte años nunca se tomó más de tres cervezas por noche, y confesó que tenía el hábito de fumar porros ocasionalmente, pues no alteraban su desempeño como músico.
Kirk Hammett, uno de sus amigos más cercanos, contó en una entrevista con el portal Blabbermouth que, tras su retiro, Johnny se alejó casi por completo de la práctica de la guitarra, y que lo único que quería era «pasar el rato y ver películas de terror». Incluso dejó de usar su atuendo característico en Ramones y empezó a vestir camisas hawaianas que la esposa de Hammett le obsequiaba. Cuando se enteró de su enfermedad, el músico empezó a escribir su autobiografía Commando, publicada como una obra póstuma por Linda en colaboración con Henry Rollins y John Cafiero. La primera versión del libro en idioma original fue publicada por la editorial Abrams Image en 2012, y un año después Malpaso Ediciones la publicó en español.

## Legado
En una entrevista con MusicRadar, el cantante y guitarrista James Hetfield de la agrupación de thrash metal Metallica mencionó a Johnny como una de sus primeras influencias al lado de Tony Iommi, Rudolf Schenker y Malcolm Young. Duff McKagan de Guns N' Roses se refirió a él como «un dios, una deidad», y aseguró que Metallica, Nine Inch Nails, Nirvana, Foo Fighters o incluso Guns N' Roses no hubieran existido de no haber sido por el surgimiento de agrupaciones como Sex Pistols o Ramones. Bill Kelliher de la banda de stoner metal Mastodon nombró al músico como su principal inspiración al momento de convertirse en guitarrista: «Su forma de tocar la guitarra era como encender una sierra y nunca apagarla. Por eso creo que Johnny Ramone es un dios del rock».
El trío de rock australiano The Eastern Dark compuso en 1985 una canción titulada «Johnny and Dee Dee», en la que se refieren a ambos músicos como sus héroes. El músico Paul Gilbert, reconocido por su trabajo en las bandas Racer X y Mr. Big, mencionó a Johnny como uno de los guitarristas favoritos en su adolescencia, y Scott Ian de Anthrax aseguró que fue el directo responsable de su estilo como guitarrista. En general, el sonido de Ramones influenció a bandas como Blink-182, Green Day, Rancid, The Offspring, Bad Religion, Nirvana, Misfits, Sex Pistols, y The Clash, entre otras.
En 2009 Johnny fue incluido en la lista de los 10 mejores guitarristas eléctricos de la historia, elaborada por la revista Time.En 2015 apareció en la vigesimoctava posición de la clasificación de los 100 guitarristas más grandes de todos los tiempos de Rolling Stone, en cuya descripción es reconocido como «el padre de la guitarra del punk rock», como «una gran influencia para el metal moderno basado en riffs» y como «uno de los grandes antihéroes del instrumento». En 2020 encabezó la lista de los mejores guitarristas de punk de todos los tiempos elaborada por el portal Total Guitar, y dos años después la revista Alternative Press lo incluyó en su ranking de los veinte mejores guitarristas de punk rock de la historia. Johnny figura en listas similares diseñadas por medios como Beat, VH1, Loudwire y Far Out.

### Homenajes póstumos
El 12 de septiembre de 2004 se realizó un concierto de carácter benéfico en el Avalon Theatre de Hollywood en homenaje al músico, en el que participaron artistas como Eddie Vedder, Steve Jones, Henry Rollins, Pete Yorn, Tim Armstrong y los miembros de Red Hot Chili Peppers. El evento fue grabado para el documental Too Tough to Die: A Tribute to Johnny Ramone (2006), dirigido por Mandy Stein, que también contó con entrevistas de personas cercanas al guitarrista.
Lisa Marie Presley incluyó una versión de la canción de Ramones «Here Today, Gone Tomorrow» en su álbum Now What (2005) a petición del propio Johnny. Presley confesó que, aunque el músico se encontraba muy delicado de salud, quiso aportar las partes de guitarra, pero falleció durante el proceso de grabación de la pista básica. Finalmente, Steve Jones lo reemplazó en dicha labor. La adaptación de 2006 de la película de terror The Wicker Man fue dedicada a la memoria de Johnny por su amistad con el productor y protagonista Nicolas Cage.
Eddie Vedder ideó la letra de la canción «Life Wasted» de Pearl Jam mientras conducía a su casa luego del funeral de Johnny, y aseguró que varias canciones del disco Pearl Jam (2006) están inspiradas en sus experiencias con el guitarrista: «La mitad del álbum está basada en la pérdida del que resultó ser el mejor amigo que he tenido en el planeta. Y ese fue Johnny Ramone». Desde 2003, la agrupación de Seattle toca regularmente la canción de Ramones «I Believe in Miracles» en sus conciertos.
Cada año se celebra un homenaje al guitarrista en el cementerio Hollywood Forever a beneficio del fondo de investigación contra el cáncer de Johnny Ramone que dirige el médico David Agus en el centro de investigación del cáncer de próstata USC Westside. A estos eventos, en los que suelen proyectarse las películas de terror y ciencia ficción favoritas del músico y exhibirse objetos de colección de Ramones, han asistido personalidades como Steve Jones, Rosanna Arquette, Jesse Malin, Henry Rollins, Fred Armisen, Lisa Marie Presley, Rose McGowan, Vincent Gallo, Flea, John Frusciante, Kirk Hammett, Dey Young, P. J. Soles y Johnny Depp, entre otros.

## Controversia
Existen desacuerdos acerca de la personalidad de Johnny, tanto en su vida privada como en su rol en Ramones. Marky manifestó que el guitarrista solía hacer comentarios racistas y antisemitas, y que se refería a Joey y al director de gira Monte Melnick como «los rabinos» por su ascendencia judía. Igualmente contó que en varias ocasiones el músico golpeó a su expareja Cynthia Whitney, aunque estos altercados no tenían lugar en público. En su libro, Johnny confesó haber golpeado a Malcolm McLaren, mánager de Sex Pistols, porque lo sorprendió hablando con su pareja tras bastidores en el Whiskey a Go Go, y contó que una vez impactó en la cabeza con su guitarra a un asistente a un concierto de la banda por presuntamente escupir hacia el escenario.
En un artículo para la revista Classic Rock, el periodista y autor Kris Needs aseguró que Johnny manejaba los asuntos de Ramones «como una operación militar», que golpeaba a Dee Dee por cualquier pequeña infracción y que abusaba verbalmente de Tommy, además de mostrar poca paciencia con el trastorno obsesivo-compulsivo que padecía Joey. No obstante, John Cafiero negó que el músico fuera «antipático e insoportable», y lo definió simplemente como alguien autoritario. En la misma línea, Tommy aseguró que era «el imán» que mantenía unidos a los miembros de Ramones, y afirmó que, a pesar de tener un carácter fuerte, tanto él como Joey y Dee Dee «gravitaban a su alrededor porque era carismático y cautivador».

### Relación con Joey Ramone

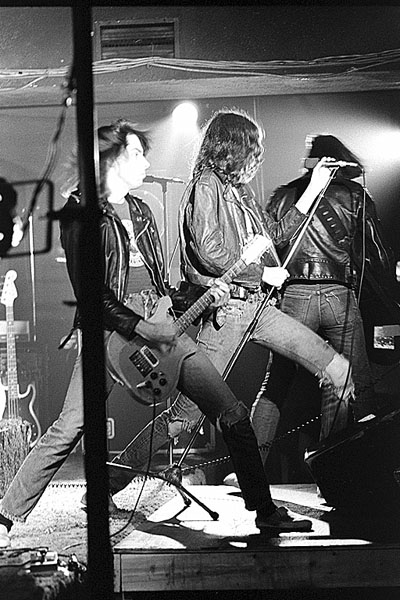
Johnny (izquierda) y Joey (centro) con Ramones (1977).

Johnny confesó que su distante relación con Joey se inició cuando eran adolescentes, y que incluso le propinó una paliza a finales de los años 1960 por «llegar tarde a una cita para ir al cine». En las primeras etapas de la banda le sugirió a Tommy que prescindieran de su presencia porque, según él, era incapaz de tocar la batería. Sin embargo, Tommy lo convenció de darle una oportunidad como cantante.
Tras las primeras presentaciones en directo, Johnny no estaba conforme con el desempeño en el escenario de Joey: «Nos dimos cuenta del daño que nos hacía que Joey siguiera haciendo aquellas mariconadas y estupideces, dando patadas y cayéndose de rodillas mientras cantaba, algo que era espantoso y ridículo». Aseguró que le molestaban otras actitudes del vocalista, como sus constantes enfermedades, su impuntualidad y su comportamiento errático, que incluso los llevó a cancelar algunas presentaciones.
Manifestó además que la relación con el vocalista se quebró definitivamente durante las tensas sesiones de grabación de End of the Century, y confesó que su amistad con Linda, con quien coincidía en los viajes de la banda, empeoró la situación. Según él, Linda se convirtió en su mejor amiga a comienzos de la década de 1980, cuando todavía tenía una relación sentimental con Joey. Al comienzo Johnny trató de mantener la relación en secreto por temor a que Joey abandonara la banda, pero finalmente el romance entre ambos se hizo público:

La verdad es que no congeniaba con Joey pero no quería hacerle daño; no éramos amigos íntimos sino socios laborales. Por otra parte, si la chica no quería seguir con él, ¿qué se supone que tenía que hacer, seguir de todos modos? Cuando ambos son felices, no hay nada que pueda interponerse, de lo contrario es que hay un problema en la relación. Para mí era un fastidio que Linda siguiera con Joey cuando ya no quería y que renunciáramos a vivir juntos sólo porque podía afectar al grupo, de manera que fue un verdadero esfuerzo el que hicimos para no causarle problemas, hasta que nos resultó completamente imposible.

En el documental End of the Century: The Story of the Ramones (2003), Monte Melnick dejó entrever que la canción «The KKK Took My Baby Away», del disco Pleasant Dreams (1981), fue escrita por Joey como una clara referencia a lo sucedido entre los tres. Sin embargo, Mickey Leigh desmintió esta historia al afirmar que la canción fue escrita antes de que el cantante se enterara de la relación entre Johnny y Linda, y que más bien narraba un romance que Joey tuvo con una mujer de color que fue frustrado por los padres de la joven. En una entrevista con Loudwire, Marky ofreció una versión similar a la de Leigh sobre el origen de la letra.
Cuando la banda se encontraba en la carretera, ambos músicos podían pasar meses sin dirigirse la palabra. Sin embargo, Johnny aseguró que todos estos inconvenientes pasaban a un segundo plano cuando la agrupación salía al escenario, e incluso increpó a uno de los asistentes que escupió a Joey durante un concierto en 1988 en Orlando, Florida. El guitarrista confesó que, a pesar de su tensa relación, la muerte del cantante lo afectó porque este «dejó huella» en su vida, aunque se negó a visitarlo en el hospital cuando estaba a punto de fallecer.

### Postura ideológica y repercusión en Ramones
Debido a su postura ideológica conservadora, Johnny ha sido reconocido como un «anacronismo» en la escena del punk rock, o como «el músico de punk más contradictorio», pues este género normalmente es asociado con ideologías de corte liberal. Aunque nunca negó su predilección por la derecha, el guitarrista confesó en Commando que nunca quiso que la banda incluyera temas políticos en sus letras, y que se molestaba con Joey porque era «un progresista de izquierdas». Criticó al vocalista por escribir la canción «Censorshit» como una crítica al Parents Music Resource Center liderado por Tipper Gore: «Joey escribe una canción sobre Tipper Gore y luego va y vota a [Bill] Clinton. Ni siquiera creo que supiera que Gore era la esposa del vicepresidente».
De acuerdo con Dee Dee, Johnny hacía que Ramones pareciera una banda de ultraderecha. Sobre la canción «Bonzo Goes to Bitburg» y el disgusto del guitarrista por sentir que era una afrenta hacia Ronald Reagan, el bajista afirmó que el tema era una oportunidad para demostrar que la agrupación no tenía prejuicios y que querían dejar de lado esa imagen, que incluso generaba que se presentaran skinheads y punks con esvásticas en sus conciertos. A pesar de ello, el guitarrista aseguró que Dee Dee tenía una mayor predilección por la derecha política, y que tal vez la razón por la que decidió escribir «Bonzo Goes to Bitburg» era porque pensaba que podía tener éxito en Europa.
El arte gráfico del álbum Rocket to Russia, diseñado por el caricaturista John Holmstrom y que mostraba el lanzamiento de un cohete desde los Estados Unidos hacia Rusia, provino de una idea de Johnny con el objetivo de plasmar su «profundo anticomunismo en estilo cómic». La letra de la canción «Let's Go», del álbum End of the Century, escrita por el guitarrista en colaboración con Dee Dee, hace referencia a la experiencia de un soldado estadounidense durante la Guerra de Vietnam, pero vista «desde el lado heroico, en lugar del de la protesta». «Wart Hog», tema de 1984 compuesto también por ambos, incluye referencias despectivas a los «yonquis, maricones y comunistas», y aunque el mánager Gary Kurfirst les aconsejó retirar ese contenido, Johnny se negó rotundamente. En el libreto del lanzamiento original de Too Tough to Die, la letra de la canción aparece censurada, pero en la versión remasterizada de 2002 se incluyó en su totalidad.

## Discografía

### Con Ramones
- Ramones (1976)
- Leave Home (1977)
- Rocket to Russia (1977)
- Road to Ruin (1978)
- End of the Century (1980)
- Pleasant Dreams (1981)
- Subterranean Jungle (1983)
- Too Tough to Die (1984)
- Animal Boy (1986)
- Halfway to Sanity (1987)
- Brain Drain (1989)
- Mondo Bizarro (1992)
- Acid Eaters (1993)
- ¡Adiós Amigos! (1995)

### Otros proyectos
- Swing Cats: Special Tribute to Elvis (2000)

## Filmografía
| Año  | Título                                | Papel    | Notas                            | Ref.    |
| ---- | ------------------------------------- | -------- | -------------------------------- | ------- |
| 1979 | Rock 'n' Roll High School             | Él mismo | Largometraje                     | [ 51 ]  |
| 1993 | Los Simpson                           | Él mismo | Serie de televisión (1 episodio) | [ 224 ] |
| 1994 | Fantasma del Espacio de costa a costa | Él mismo | Serie de televisión (1 episodio) | [ 225 ] |
| 2001 | Náufragos                             | Lowell   | Largometraje                     | [ 113 ] |